# Giacinto Garaffi
Giacinto Garaffi (Torino, 1843 – Cuneo, 1925) è stato un fotografo italiano.

## Biografia

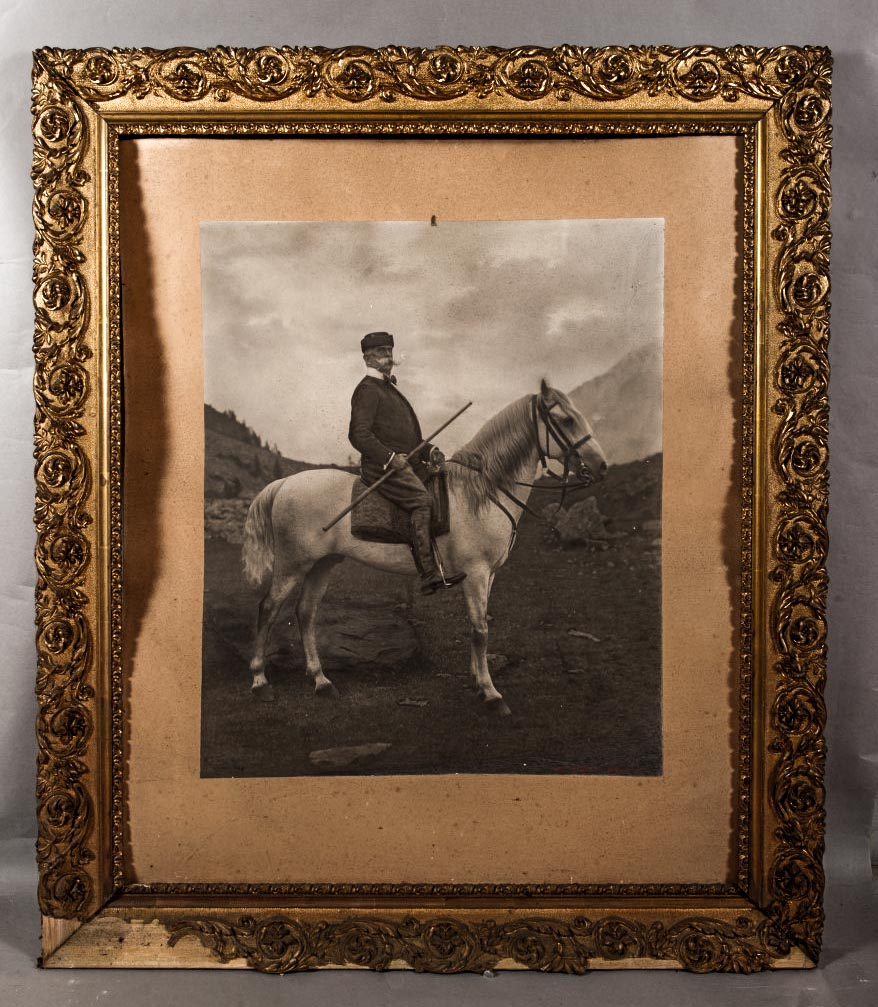
re Umberto I di Savoia a cavallo in una fotografia di Giacinto Garaffi

Nulla sappiamo della sua vita precedente al 1881, tranne che fu allievo di G.B. Barra (ma potrebbe essere, secondo la stessa fonte, Giovanni Battista Berra, pittore e fotografo), quando giunse a Cuneo. Fu chiamato dalle autorità militari cuneesi perché effettuasse le fotografie delle fortificazioni presenti sulle Alpi Marittime, dove aprì lo studio "Reale fotografia Alpina", specializzato nella fotografia di montagna e di paesaggio.
Fu premiato all'Esposizione di Cuneo nel 1895 e del 1905 nonché alle Esposizioni di Torino del 1898 e 1911. Dopo il 1898 le immagini riportano prima del suo nome il titolo di cavaliere.
Data l'abbondanza di materiale fotografico riguardante la famiglia reale si può supporre che sia stato uno dei fotografi incaricati sia per riprendere gli avvenimenti pubblici e mondani che quelli durante la vita privata, oltre al paesaggio delle residenze reali dei Savoia, come ad esempio la riserva di Sant'Anna di Valdieri.
Le sue immagini sono sparse in vari musei pubblici e collezioni private.